# Nito Gomes
Fernando de Lacerda Gomes znany jako Nito (ur. 3 lutego 2002 w Bissau) – piłkarz z Gwinei Bissau grający na pozycji środkowego obrońcy. Od 2022 jest zawodnikiem klubu CS Marítimo.

## Kariera klubowa
Swoją karierę piłkarską Nito rozpoczynał w klubie Benfica Bissau. W sezonie 2019/2020 zadebiutował w jego barwach w pierwszej lidze Gwinei Bissau. W 2020 roku wyjechał do Hiszpanii i w sezonie 2020/2021 występował w rezerwach CF Talavera. Z kolei w sezonie 2021/2022 był zawodnikiem CF Trujillo.
W lipcu 2022 Nito został piłkarzem portugalskiego CS Marítimo. Początkowo grał w jego rezerwach, a w 2023 roku stał się również członkiem pierwszego zespołu. 22 stycznia 2023 zadebiutował w nim w pierwszej lidze portugalskiej w wygranym 1:0 domowym meczu z GD Estoril Praia.

## Kariera reprezentacyjna
W reprezentacji Gwinei Bissau Nito zadebiutował 11 września 2023 roku w wygranym 2:1 meczu kwalifikacji do Pucharu Narodów Afryki 2023 ze Sierra Leone, rozegranym w Bissau. W 2024 roku został powołany do kadry na Puchar Narodów Afryki 2023. W tym turnieju rozegrał jeden mecz grupowy, z Nigerią (0:1).